# Ceriferella dossuaria
Ceriferella dossuaria är en insektsart som beskrevs av Mary Carver och Martyn 1965. Ceriferella dossuaria ingår i släktet Ceriferella och familjen långrörsbladlöss. Inga underarter finns listade i Catalogue of Life.